# Schismatoglottis scortechinii
Schismatoglottis scortechinii är en kallaväxtart som beskrevs av Joseph Dalton Hooker. Schismatoglottis scortechinii ingår i släktet Schismatoglottis och familjen kallaväxter. Inga underarter finns listade.